# Armando de Miranda
Armado de Miranda (eigentlich Armando do Carmo Miranda, * 16. November 1904 in Portimão; † 1975 in Brasilien) war ein portugiesischer Filmschaffender und Journalist.

## Leben
Armando de Miranda wurde 1904 in Portimão an der Algarveküste geboren. Er besuchte später das Colégio Lusitano in Lissabon bis zum 9. Schuljahr und begann dann zu schreiben, insbesondere Lyrik. Später veröffentlichte er zwei Gedichtbände.
Er gründete in seiner Heimatstadt Portimão die Lokalzeitungen Algharb (1922) und O Jornal de Portimão (1925/26). Ab 1931 schrieb er regelmäßig für die Zeitung Vibração aus Silves.
1936 gründete er die Zeitschrift Espectáculo, in der er sich vor allem mit dem Portugiesischen Kino beschäftigte. Diese Tätigkeit näherte ihn den Filmschaffenden an und ermöglichten ihm nun, selbst Filme zu drehen.
1937 begann er mit einer Reihe kleiner Dokumentarfilme, die er auch selbst produzierte. 1940 drehte er seinen ersten abendfüllenden Spielfilm, Pão Nosso. Der Film, von dem heute nur tonlose Bilddokumente existieren, war der erste Spielfilm, der die Landschaft und in ersten Andeutungen auch die sozialen Konflikte im Alentejo thematisierte.
Sein erster Publikumserfolg gelang ihm 1945 mit José do Telhado, einer Verfilmung des Lebens des legendären Offiziers José do Telhado, der sich nach dem Miguelistenkrieg in der Septemberrevolution 1836 auf die Seite der Cartisten stellte und nach der Niederlage in der unwegsamen Umgebung von Piódão als Räuber in Robin-Hood-Manier zur Legende wurde. Der Film wurde bis in die Folgejahre aufgeführt, vor allem in den Wanderkinos in den ländlichen Gebieten Portugals, wo es zu dem Zeitpunkt auch noch eine vergleichsweise hohe Zahl an Analphabeten gab.
1947 gelang Miranda mit Capas Negras sein bekanntester Film, mit der populären Fado-Sängerin Amália Rodrigues in der Hauptrolle und mit zahlreichen Liedern, darunter das international als April in Portugal bekannt gewordene Lied Coimbra. Der melodramatische Film um eine junge Fadosängerin mit unehelichem Kind und einem Jurastudenten, der in Coimbra im Umfeld der traditionsreichen Universität Coimbra spielt, gilt er als einer der größten Publikumserfolge des portugiesischen Kinos.
Den Erfolg konnte er danach nicht mehr wiederholen. 1951 ging er nach Brasilien, wo er weiter Filme drehte, jedoch ohne nennenswerten Erfolg. 1975 starb er dort.

## Rezeption
Armando de Miranda ist kaum als kreativer Filmschaffender bekannt geworden. Er entwickelte jedoch ein Gespür für den Geschmack des breiten Publikums, insbesondere zu nennen José do Telhado (1945) und Capas Negras (1947), die zu den größten Publikumserfolgen des Portugiesischen Kinos gehören. Von der systemtreuen Filmkritik im Estado Novo-Regime für seinen Erfolg in den 1940er Jahren gefeiert, konnte er sich bei den Cineasten zu keinem Zeitpunkt Respekt verschaffen, zu wenig überzeugte seine eher uninspirierte Filmkunst.
Miranda stach durch seine Produktivität hervor, insbesondere in den 194er Jahren, der Hochzeit seiner Erfolge, die mit der Hochzeit des portugiesischen Kinos zusammenfiel. Zudem schrieb er die meisten Drehbücher seiner Filme selbst und produzierte die Filme auch meist selber.

## Filmografie
- 1937: Reguengos de Monsaraz (Doku.)
- 1937: Rapsódia Alentejana (Doku.)
- 1937: Pernes (Doku.)
- 1937: Paisagens Alentejanas (Doku.)
- 1937: Mourão  (Doku.)
- 1937: Caçadas no Alentejo (Doku.)
- 1937: Azenhas do Mar (Doku.)
- 1937: Aspectos de Óbidos (Doku.)
- 1938: Algarve Encantado
- 1940: Pão Nosso
- 1942: A Mulher e o Inverno (Doku.)
- 1943: Ave de Arribação
- 1945: José do Telhado
- 1946: Caldas de Aregos (Kurzfilm)
- 1947: Capas Negras
- 1947: Aqui, Portugal  (Doku.)
- 1947: Trás-os-Montes (Doku., Kurzfilm)
- 1948: Serra Brava
- 1949: Uma Vida para Dois
- 1949: A Volta de José do Telhado
- 1952: Danças Guerreiras (Doku.)
- 1952: Cidade do Cabo (Doku., Kurzfilm)
- 1953: Uma Vida para Dois
- 1960: O Cantor e a Bailarina
- 1963: A Montanha dos Sete Ecos
- 1966: O Diabo de Vila Velha